# 杜維運
杜維運（1928年12月11日—2012年9月1日），生於中華民國山東嘉祥纸坊镇，臺灣歷史學家，專長於中國史學史、史學方法論及比較歷史學。

## 生平
杜維運為遺腹子，其父早逝，由母親撫養長大。幼年時入私塾，1934年離鄉。曾二次考取山東大學，但未入學。
因國共內戰，於1950年來臺灣，考入台灣大學外文系。於1952年，轉入歷史系，師從中文系牟潤孫，主要專研清代乾嘉時期史學家，1954年取得學士學位，進入台灣大學歷史研究所，1959年取得碩士學位，論文指導教授為李宗侗。碩士畢業後，在台灣大學任教。1962年，獲得中華民國教育部公費留學資格，赴英國劍橋大學留學兩年，入博士班，師從蒲立本。1964年，因公費到期，尚未取得博士學位前回台灣，繼續在台灣大學任教，開始研究比較歷史學與史學方法論。1974年，再度赴劍橋大學進行研究一年。1977年，應聘至香港大學在此工作，直至1988年退休，移民定居於加拿大溫哥華。後返台灣，至台灣政治大學政治大學歷史系，先擔任客座教授，後轉正職。至1993年，因屆法定退休年齡，再度退休。退休後，往返中國大陸與台灣間講學。
1962年留英後出版的《與西方史家論中國史學》，面對20世紀中葉西方史家對中國史學的低評價，為中國史學辯護。
長年從事中國史學史及中西史學比較研究。著有《與西方史家論中國史學》、《清代史學與史家》、《史學方法論》、《中西古代史學比較》等。

### 註腳
1. ↑  古偉瀛. . 風傳媒. 2019-09-29  [2024-11-13]. （原始内容存档于2021-04-16） （中文（臺灣））.

## 外部連結
- 悼念杜維運教授 國立政治大學歷史學系。
- 敬悼杜維運教授 （页面存档备份，存于） 國立臺灣大學歷史學系。